# 아기공룡 둘리의 등장인물 목록
아기공룡 둘리의 등장인물 목록은 다음과 같다.

## 등장인물
- KBS(1987년~1988년) / EBS(1995년) / 극장판(1996년) / SBS(2009년) 순.

둘리 일당은 둘리, 도우너, 또치 합해서 총 3명이지만, 희동이랑 마이콜이 추가되면서 5명이 되었다.

### 도우너
| 등장인물 | KBS 성우 | EBS 성우 | 극장판 성우 | SBS 성우 |
| -------- | -------- | -------- | ----------- | -------- |
| 도우너   | 손정아   | 박인선   | 최덕희      | 양정화   |

- 깐따삐야 별의 외계인이다. 간혹, 둘리와 더불어서라도 어느정도 초능력을 사용하기도 한다. 우주선 및 타임머신 기능이 있는 기계인 바이올린 모양의 기계, 타임 코스모스를 지니고 있다. 한편, 우주 여행 도중 지구로 불시착한 후 타임코스모스가 고장이 나서 고향으로 돌아가지 못하게 되어서 둘리와 같이 살게 되었다. 지구에서 제일 처음 본 생물체인 둘리를 지구인이라 생각하기 때문에 인간을 애완동물로 여긴다. 게다가, 희동이에게는 개동이라고 부른다. (다만, 정정명 작가의 <둘리와 함께> - <BB별여행(영어율동)> 편에선 '희동이'라고 제대로 부른 적이 있다.) 심지어는 고길동에게도 높임말을 사용하지 않는다. (다만, 정정명 작가의 <둘리와 함께> - <구구별대탐험(구구단놀이)> 편에선 높임말을 쓴 적이 있다.)
- 둘리와 마찬가지로 본래 착한 심성이 어느정도 남아있긴 하나 만행이 매우 심하며, 둘리 일행중에서도 최고로 본인 분노에 예민한 점도 있다. 게다가 매우 소심하고, 자주 눈물을 흘린다는 점도 있다.
- 얹혀 사는 집의 주인인 고길동 앞에서는 둘리, 또치와 더불어 큰 사고를 치며, 자주 반항을 한다.
- 참고로 둘리와 마찬가지로 자신의 어머니와 고향을 무척 그리워한다는 점도 있다.
- 헤어진 고향 생각과 연관해서도 마음이 보다 여려진다는 점도 있다.
- 도넛을 모티브로 한 캐릭터이다.

### 고길동
| 등장인물 | KBS 성우  | EBS 성우 | 극장판 성우 | SBS 성우 |
| -------- | --------- | -------- | ----------- | -------- |
| 고길동   | 故 이재명 | 기영도   | 이인성      | 변영희   |

- 원래는 평범한 가장이었으나 둘리가 찾아온 이후로, 거의 매일 둘리, 도우너, 또치의 잦은 사고와 반항에 고통을 겪게 되었다. 둘리, 도우너, 또치로 인해 잔디깎기로 삭발을 당하고 주택이 무너지는 등의 피해를 당한다. 얹혀 살고 있는 셋을 주택에서 내쫓으려 하나 번번이 실패한다. 한편, 둘리 일행에 대해 이를 갈며 증오하긴 하나, 그들에게 거의 매일 밥은 꼼꼼히 먹여준다. 게다가 둘리 일행 덕분에 위기에서 벗어난 적도 간혹 있다.
- KBS판에서의 이재명 성우는 2025년 1월 15일에 폐렴으로 별세하였다.

### 박희동
| 등장인물 | KBS 성우 | EBS 성우 | 극장판 성우 | SBS 성우 |
| -------- | -------- | -------- | ----------- | -------- |
| 박희동   | 김정애   | 이연승   | 정미숙      | 서지연   |

- 길동의 처조카이다. 영국으로 유학을 떠난 부모를 대신하여 길동 씨네 주택에서 맡아 기르고 있다. 인간 언어가 아직 서툴고 항상 기저귀를 착용하고 있음과 더불어, 젖꼭지를 물고 있다. 초반부터 둘리 일당 앞에서 고집스러운 성격이 있어왔으며, 특히, 초반엔 둘리와 격렬하게 다투었긴 했으나, 차츰 둘리를 친형처럼 따르게 되었다. 고길동이 둘리를 이를 갈며 증오함에도 불구하고 희동이의 존재로 인하여 둘리는 계속 고길동네 주택에서 살고 있다. 동갑내기 인물로는 〈둘리의 배낭여행〉 유럽 편에 등장하는 랑콩 공주가 있다.

### 마이콜
| 등장인물 | KBS 성우  | EBS 성우 | 극장판 성우 | SBS 성우 |
| -------- | --------- | -------- | ----------- | -------- |
| 마이콜   | 故 오세홍 | 김창기   | 홍승섭      | 최한     |

- 길동의 이웃집에 살고 있는 가수 지망생이다. 노래 실력은 크게 좋은 편은 아니라고들 하나 기타를 다루는 실력이 뛰어나다. '마(馬)'씨 성을 가진 토종 한국인이다.[1][2] 2층집에서 혼자 거주하고, 둘리를 노래 스승으로 여기고 있으며 도우너, 둘리와 함께 '핵폭탄과 유도탄들'이라는 그룹을 결성하여 노래 대회에 나가기도 한다. 여기서 예선탈락에 가까운 평가를 받지만 둘리의 초능력으로 우승한다. 이 캐릭터는 가수 마이클 잭슨이 백반증을 앓기 이전 모습에서 그 모티브를 따왔다.
- KBS판에서의 오세홍 성우는 2015년 5월 22일에 구강암, 간암으로 별세하였다.

## 기타 등장인물
| 등장인물 | KBS 성우 | EBS 성우 | 극장판 성우 | SBS 성우 |
| -------- | -------- | -------- | ----------- | -------- |
| 고영희   | 한수경   |          | 이선        | 김정아   |

- 길동의 딸이며 철수의 여자 형제이자 희동의 사촌 누나. 하천으로 흘러 온 둘리를 처음으로 발견한 이후로 둘리를 자기네 집으로 끌어들인 장본인이다. 영희는 둘리를 (초능력을 지닌) 공룡이라기보다는 그냥 강아지 비슷한 존재로 인식했기 때문에 둘리를 집으로 데려올 수 있었던 것이다. (겉으로는 둘리, 도우너, 또치를 좋아하기도 하나 속으로는 싫어하는 마음도 있다.)

| 등장인물 | KBS 성우 | EBS 성우 | 극장판 성우 | SBS 성우 |
| -------- | -------- | -------- | ----------- | -------- |
| 고철수   | 이향숙   |          | 조예신      | 윤승희   |

- 길동의 장남이며 영희의 남자 형제이자 희동의 사촌 형. 작품 초반에는 둘리 때문에 위험한 일에 자주 휘말리는 모습을 보인다. (겉으로는 둘리, 도우너, 또치를 좋아하기도 하나 속으로는 싫어하는 마음도 있다.)

| 등장인물 | KBS 성우 | EBS 성우 | 극장판 성우 | SBS 성우 |
| -------- | -------- | -------- | ----------- | -------- |
| 박정자   | 박신영   |          |             | 지미애   |

- 길동의 부인이자 영희, 철수 남매의 어머니이다. 전형적이고 평범한 주부이다. 동생 내외의 유학으로 그 아들인 희동을 맡아 키우고 있다. 의외로 남편인 길동과 달리 둘리, 도우너, 또치에게 간혹 호의적인 편이다. (겉으로는 둘리, 도우너, 또치를 좋아하기도 하나 속으로는 싫어하는 마음도 있다.) 극장판에서는 친정에 갔다는 설정으로 등장하지 않으며, 고길동에 의해 조금씩 언급된다.

| 등장인물  | KBS 성우 | EBS 성우 | 극장판 성우 | SBS 성우 |
| --------- | -------- | -------- | ----------- | -------- |
| 둘리 엄마 | 한수경   |          | 양정애      | 김정아   |

- 둘리와는 달리 브라키오사우루스 (극장판에서는 자녀들처럼 케라토사우루스로 등장)이다. 빙하기에 의해 둘리가 눈속에 파묻히자 둘리와 이별했다. 추후에 도우너의 타임코스모스를 통한 과거 속의 둘리 엄마가 등장하며 둘리와 만났으나, 희동에 의해 금방 이별하고 만다. 극장판에서는 영혼의 별이라는 이유로 둘리와 이별한다.

## 얼음별 대모험
공실이
| 등장인물 | KBS 성우 | EBS 성우 | 극장판 성우 | SBS 성우 |
| -------- | -------- | -------- | ----------- | -------- |
| 공실이   |          |          | 차명화      | 유상우   |

- 둘리의 연인이자 같은 어머니를 둔 관계로, 분홍색 피부를 지닌 공룡이다. 둘리와는 달리 피부에 머리에 꽃장식을 하였고 나풀스러운 치마를 즐겨 입는 암컷 케라토사우루스이다. 둘리를 좋아하여 그를 위해서라면 무엇이든지 한다. 다만, 둘리와 마찬가지로 화가 나면 물불을 가리지 않는 성격이다. 원작 만화와 KBS판에서는 등장하지 않고 극장판에서 첫 등장하였으며, 2009년 판 TV 시리즈에서는 1화 〈아기공룡 둘리 등장〉편에 등장했다.

바요킹
| 등장인물 | KBS 성우 | EBS 성우 | 극장판 성우 | SBS 성우 |
| -------- | -------- | -------- | ----------- | -------- |
| 바요킹   |          |          | 유해무      |          |

- 극장판 《얼음별 대모험》편에서만 등장하는 오리지널 캐릭터이자 우주해적 바요킹의 수장이다. 평화로운 별을 얼려서 얼음별로 만들었으며 둘리 엄마를 납치하여 거대한 수정 덩어리에 가둬 놓는다. 둘리와 일행들까지 얼려서 둘리와 둘리 엄마를 소멸시키려고 하지만 둘리의 초능력 한 방에 소멸당했다. 한편으로는 고길동과 촌극을 벌일 정도로 흥미로운 점도 있다.

가시고기
| 등장인물 | KBS 성우 | EBS 성우 | 극장판 성우 | SBS 성우 |
| -------- | -------- | -------- | ----------- | -------- |
| 가시고기 |          |          | 문관일      |          |

- 극장판 《얼음별 대모험》편에서만 등장하는 오리지널 캐릭터이다. 거대한 크기의 뼈대만 남아있는 물고기이며 뭐든지 먹어 버리기 때문에 본의 아니게 주변에 위협을 준다.(바요킹의 저주로 인하여 변했다고 한다.) 그러나 그는 뼈만 남은 물고기인 탓에 무언가는 그에게 먹혀봤자 다시 밖으로 빠져나오게 된다. 바요킹이 둘리에게 소멸당한 후에는 원래의 신체를 되찾는다.

헌터
| 등장인물 | KBS 성우 | EBS 성우 | 극장판 성우 | SBS 성우 |
| -------- | -------- | -------- | ----------- | -------- |
| 헌터     |          |          | 순동운      |          |

- 극장판 《얼음별 대모험》편에서만 등장하는 오리지널 캐릭터이다. 바요킹의 부하로, 이름처럼 직업도 사냥꾼이며, 고길동을 노리는 우주 사냥꾼 중 한 명이다. (다른 한 명은 둘리 일당을 노리고 있었다.) 고길동을 잡기 위해 쫓아가다가 고길동에게 인공위성에서 얻어맞고, 갈림길에서 목을 베이는 굴욕을 받는다. 그의 정체는 다른 사냥꾼들과 같이 해골인데, 둘리의 초능력으로 바요킹이 처치 당하여도 원래의 모습으로 돌아오는 바요킹의 노예였던 사람들과 달리 온몸이 뼈인 모습은 변하지 않았다. (단, 이 인물은 바요킹의 저주로 변한 것이 아니다.)

## 둘리의 배낭여행
2인조 도둑
〈둘리의 배낭여행〉 미국 편에 등장. 콧수염에 머리를 묶고 키가 큰 한 명과 턱수염에 주황색 모자를 쓰고 키가 작은 한 명으로 구성되어 있다. 뉴욕의 존 F. 케네디 국제공항에서 보석 보따리를 훔치지만, 이것이 희동의 주머니로 들어가는 바람에 여행 내내 둘리 일행을 추적하게 된다. 가끔 가다 둘리 일행을 찾는 경우도 있으나 (뉴욕의 자유의 여신상과 로스앤젤레스의 디즈니랜드 등에서), 대체로 보석은 돌려받지 못하고 사고만 내는 경우가 많다.
불법 밀렵꾼 3인조
〈둘리의 배낭여행〉 아프리카 편에 등장. 미국 편에 등장한 2인조 도둑과 비슷한 모습을 한 밀렵꾼 두목과 부하 한 명, 여기서(아프리카 편)만 등장하는 다른 금발머리 부하 한 명으로 구성되어 있다(그런데 극중 노래에서는 흑발에 짧은 콧수염을 한 밀렵꾼이 등장한다.). 아프리카의 초원(케냐의 암보셀리 국립공원)에서 여러 동물들을 붙잡으려고 했으나, 둘리와 마이콜 외 3명 (희동, 도우너, 또치)과의 사투로 인해 실패한다.
이정표 로봇
〈둘리의 배낭여행〉 아프리카 편에 등장. 둘리 일행이 사하라 사막에서 방황하고 있을 때 나타난 로봇이다. 가고 싶은 곳을 통해 네 가지 방향(East, South, West, North)에 대해 알려준다. 그러나 이정표 시스템이 제한적인 탓에 고길동이 서울로 가고 싶다고 했을 때에는 못 간다고 말해버린다.
에코
〈둘리의 배낭여행〉 아프리카 편에 등장하는 피라미드 수문장이자 정령. 둘리 일행이 자신이 들어온 곳이 쿠푸 왕의 피라미드인 줄을 모르고 있었다고 생각하여 내보내지 않으려 했으나, ‘지도를 따라 양탄자를 찾으라’는 말과 함께 빠져나갈 길을 알려 준다. ‘어금니가 영어로 뭐냐’는 잘 알려진 질문을 하는데, 여기서 희동이가 ‘몰라’(molar)라고 외친다.
랑콩 공주
〈둘리의 배낭여행〉 유럽 편에 등장. 네덜란드 암스테르담의 가상의 왕궁에 살고 있는 공주. 희동이와 동갑이며 성격도 그와 비슷하다. 어느 날 근위병 교대식이 끝난 뒤 왕궁 밖을 몰래 빠져나와 놀고 있을 때, 희동이를 만나게 된다. 희동이가 ‘땅콩’이라고 이름을 헷갈리자 ‘땅콩’이 아닌 ‘랑콩’이라고 정정해 준다. 희동이가 다른 일행들과 다시 만나자 같이 따라가고, 암스테르담과 덴마크까지 여행하게 된다. 하지만 마녀가 희동이를 납치하는 순간부터 둘리 일행과 다시 헤어지게 된다.
마녀
〈둘리의 배낭여행〉 유럽 편에 등장. 처음으로 성에 떨어진 고길동에게 자신의 성 청소를 시킨다. 이때 일할 다른 사람, 특히 살이 찐 사람만 있으면 빠져나갈 수 있다고 하자 곧 고길동에게 둘리를 소개받는다. 그런 정보를 바탕으로 네덜란드를 돌아다니는 둘리 일행을 미행해 나가기도 한다. 그 뒤 동화의 나라(덴마크)에 이르렀을 때 희동이를 납치하여 둘리 일행도 환상 속 세계로 들어오게 한다. 그러다가 둘리 외 3명이 성으로 찾아왔을 때 돼지, 공룡으로 변하여 위협을 하지만, 돼지로 변했을 때는 크기의 열세 때문에 제대로 된 위협을 주지 못해 실패하고 공룡으로 변했을 때 압도적인 모습을 보이다가 둘리의 초능력으로 다시 작아진다. 그 뒤 새로운 마음으로, 사람들을 괴롭히지 않겠다고 맹세한다.

세계의 풍물
〈둘리의 배낭여행〉 학습 편에 등장. 여러나라를 익혀보세요.

몬스터
여성 언데드 (흡혈귀). 〈둘리의 배낭여행〉 매직랜드 편과 해피랜드 편에 등장. 매직랜드 편에서는 생일을 맞는 친구를 찾아가는 둘리에게 가족을 소개한다. 그리고 해피랜드 편에서는 해피랜드의 파티에 참여하자고 함께 모험을 떠난다.
원더랜드 촌장
〈둘리의 배낭여행〉 원더랜드 편에 등장하는 원더랜드 마을의 촌장. 둘리에게 원더랜드의 희망을 되찾아 달라고 부탁한다.
악마
〈둘리의 배낭여행〉 원더랜드 편과 해피랜드 편에 등장. 원더랜드 편에서는 둘리가 원더랜드의 희망(행복, 웃음)을 찾지 못하게 방해하는데, 해피랜드 편에서는 첫 번째 섬에서 둘리 일행을 유혹하다가 함께 해피랜드로의 모험을 떠난다.
해적
〈둘리의 배낭여행〉 해피랜드 편에 등장. 두 번째 섬으로 향한 둘리, 몬스터, 악마를 위협하고 학대하지만, 곧 사과하고 모험에 함께하게 된다.
천사
〈둘리의 배낭여행〉 해피랜드 편에 등장. 세 번째 섬에 나오는 천사로, 악기 (특히, 하프) 연주를 잘한다.
삐에로
〈둘리의 배낭여행〉 해피랜드 편에 등장. 둘리 일행이 네 번째 섬으로 향했을 때 ‘인칭’에 관한 표현과 그 예문들을 알려준다. 처음에는 둘리 일행과 함께 가지 않으려 했으나, 이들의 부탁으로 동참하게 된다.

## 둘리와 함께
KBS와 미라클상사의 동시제작으로 정정명 작가가 만든 시리즈다. 둘리, 도우너, 또치, 희동, 마이콜이 가나별, 구구별, 도레미별, BB별을 여행하며, 글자, 숫자, 구구단, 율동동요, 영어를 배우는 스토리의 시리즈이다.

### 개그우먼 정선희
개그우면 정선희 씨가 연기한 캐릭터를 서술한다.
- 가나별 여왕

〈가나별여행 (글자놀이)〉에서 등장한다. 둘리 일행에게 글자를 가르쳐 주는 여왕이다. 그 외에 미술 작품도 잘 만들어낸다고 한다. 이를테면 일회용 그릇으로 꽃게 장난감 작품을 만들었다.
- 구구별 여왕

〈구구별여행 (숫자놀이)〉, 〈구구별대탐험 (구구단놀이)〉에서 등장한다. 둘리 일당에게 숫자를 가르쳐 주는 여왕이다. 심지어는 구구단도 가르친다. 구구단 교육 시 특정 인물로 변신해 둘리 일행을 눈치채지 못하게 만드는 등 하기도 했다.
한편, 고길동에 대한 불쌍한 처지 및 둘리, 도우너, 또치의 만행 등을 눈치채지 못한 이 여왕은 둘리 일당의 특정 대사에 공감하여 '고길동이 정말 나쁜 인물인 듯하다'고 여긴 적도 있다.
- 도레미별 여왕

〈도레미별여행 (율동동요)〉에서 등장하는 여왕이다. 둘리 일행에게 율동과 노래를 가르친다. 

### 김형진 배우
EBS에서 딩동댕 유치원, 모여라 딩동댕, 과학의 눈, 돌아온 그린맨 등에 등장해온 방송인 김형진이 연기한 캐릭터를 서술한다.
- 구구도사

<구구별대탐험(구구단놀이)〉에서 등장한다. 구구별 여왕과 마찬가지로 둘리 일행에게 구구단을 가르쳐 주는 도사로 구구별의 2단 동굴에서부터 등장한다. 구구별 여왕과 마찬가지로 구구단 교육 시 특정 인물로 변신하여 둘리 일당을 눈치채지 못하게 만드는 등 하기도 했다.

### Lora Cheatham 배우
EBS의 Hello English 프로의 아역배우 출신의 외국인 여성 배우 Lora Cheatham이 연기한 캐릭터를 서술한다.
- Lora

〈BB별여행 (영어율동)〉 편에서 등장한다. 영어를 배울 수 있다는 별인 'BB별'의 요정이다. 둘리 일행에게 영어를 가르친다. 

## 같이 보기
- 아기공룡 둘리